# Kaindorf (Steiermark)

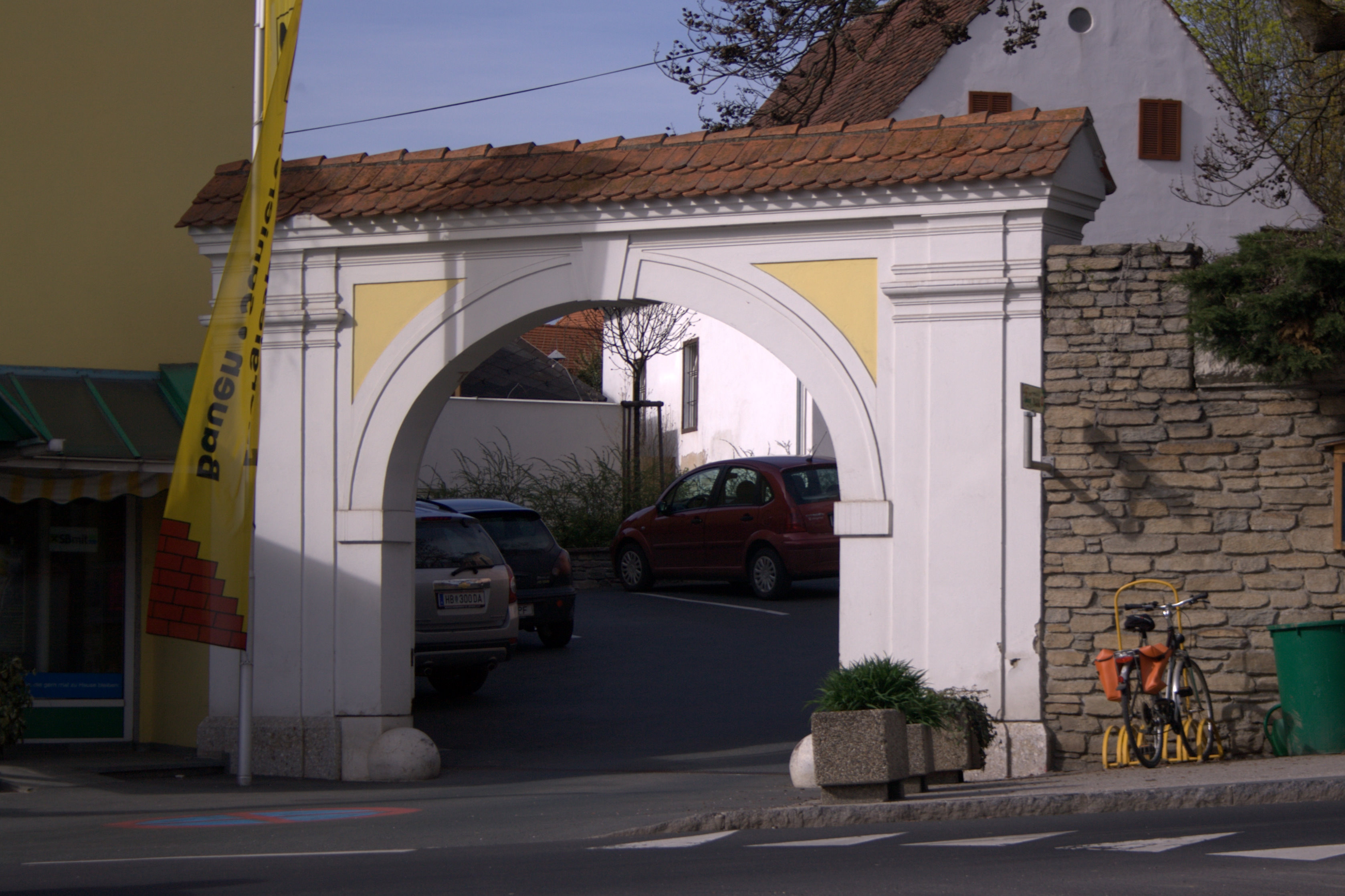
Portal zum Pfarrhof

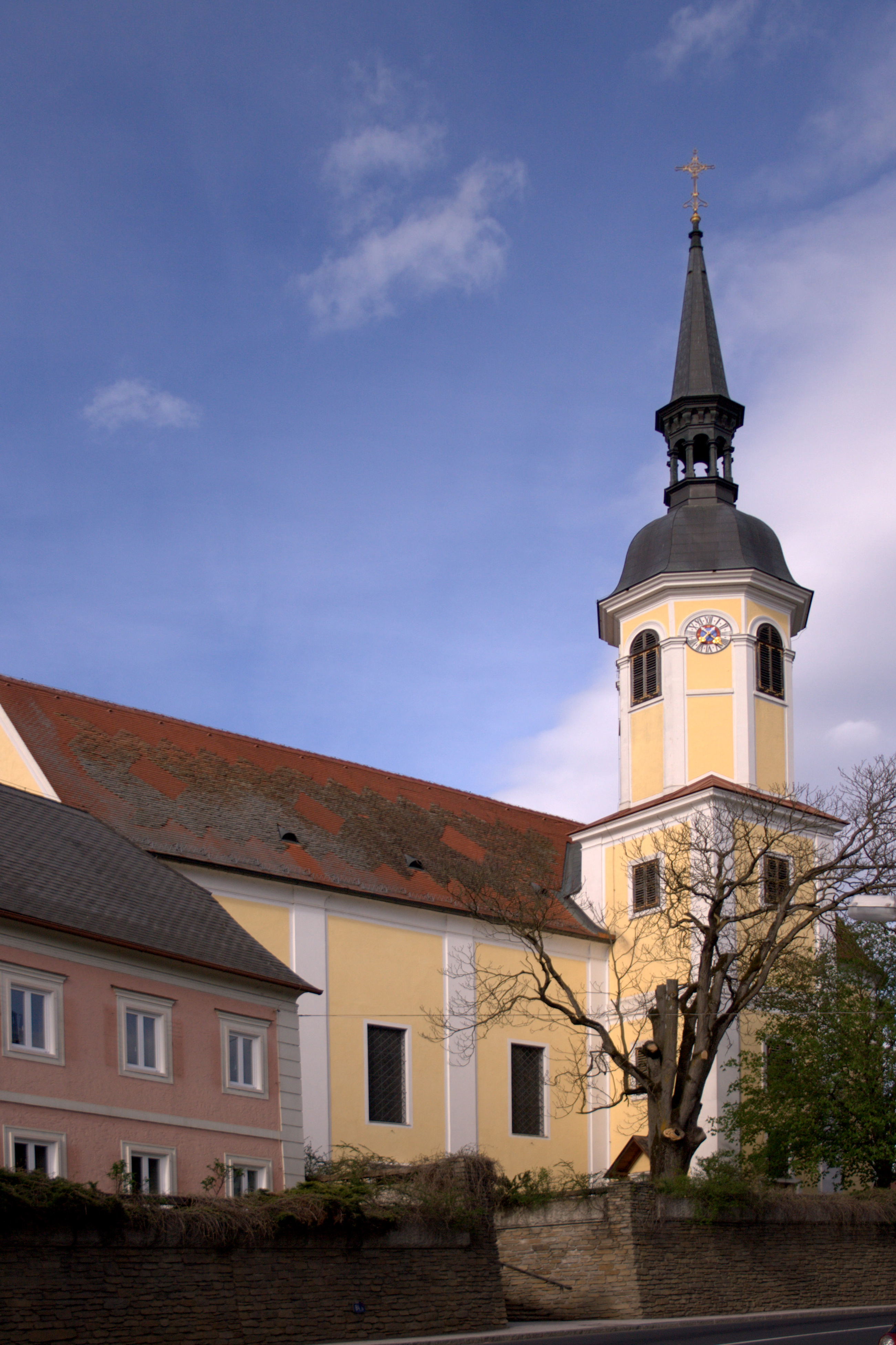
Kirche Kaindorf

Kaindorf (Postfiliale heißt: Kaindorf bei Hartberg) ist eine Marktgemeinde mit 3003 Einwohnern (Stand 1. Jänner 2024) im Gerichtsbezirk Fürstenfeld und im politischen Bezirk Hartberg-Fürstenfeld in der Oststeiermark (Österreich).
Seit 1. Jänner 2015 ist sie im Rahmen der steiermärkischen Gemeindestrukturreform mit den Gemeinden Dienersdorf und Hofkirchen bei Hartberg zusammengeschlossen, die neue Gemeinde führt den Namen „Kaindorf“ weiter.

## Geografie
Kaindorf liegt im oststeirischen Hügelland, circa acht Kilometer südwestlich der Bezirkshauptstadt Hartberg und ca. 40 km nordöstlich der Landeshauptstadt Graz. Durch die Gemeinde fließt die Pöllauer Safen, die im Süden der Gemeinde den Tiefenbach aufnimmt. Im Norden wird die Marktgemeinde durch den Dombach begrenzt. Der äußerste Süden gehört zu Nörning.

### Gemeindegliederung
Das Gemeindegebiet umfasst vier Ortschaften bzw. gleichnamige Katastralgemeinden (Bevölkerung Stand 1. Jänner 2024; Fläche Stand 31. Dezember 2023):
- Dienersdorf (738 Ew., 706,9 ha) mit Altenberg, Dienersberg, Großbach, Haselberg, Hochstraße, Kaag, Kruckental, Unterwinzenbach und Winzenbach
- Hofkirchen bei Hartberg (694 Ew.), KG Hofkirchen (662,73 ha) mit Dreihöf, Edelbach, Edelberg, Enggasse, Hinterbüchl, Moihöf, Rieglhöf, Sankt Stefan und Vockenberg
- Kaindorf (1173 Ew., 524,01 ha) mit Brunnfeld und Hinterbüchl
- Kopfing bei Kaindorf (398 Ew., 892,53 ha) mit Auffenberg, Gießhübl, Holzhöf, Kopfing bei Kaindorf-Zerstreute Häuser, Lebenhöf, Marbach, Nörning und Pirchegg

### Eingemeindungen
- 1968 wurde die selbständige Gemeinde Kopfing bei Kaindorf eingegliedert.
- 2015 fusionierten im Zuge der Gemeindestrukturreform des Landes Steiermark die selbständigen Gemeinden Dienersdorf, Hofkirchen und Kaindorf zur neuen Gemeinde Kaindorf.

### Nachbargemeinden
| Pöllau | Hartberg Umgebung                           | Hartberg Umgebung |
| Pöllau | Kompassrose, die auf Nachbargemeinden zeigt | Ebersdorf         |
| Hartl  | Hartl                                       | Ebersdorf         |

## Geschichte
Kaindorf wurde um 1128 durch Konrad von Safen gegründet, der das Gebiet der heutigen Pfarre Kaindorf vom steirischen Markgrafen Leopold dem Starken kurz zuvor geschenkt bekommen hatte. Kaindorf wird erstmals 1255 als Chundorf (das Dorf des Chuno oder Konrad) urkundlich erwähnt. Nach dem Aussterben der Herren von Safen im 13. Jahrhundert kam ihr Besitz an die Herren von Stubenberg, Neuberg und Stadeck sowie an die Teuffenbacher.
Im Jahre 1523 wurde der Ort erstmals urkundlich mit dem heutigen Namen Khaindorff erwähnt.
Die Kirche St. Jakob wird erstmals 1313 als Vikariatskirche erwähnt. Die heutige Pfarrkirche wurde am Anfang des 18. Jahrhunderts unter Einbeziehung älterer Bauteile errichtet.
Kaindorf lag im häufig heimgesuchten Grenzgebiet und wurde 1418 von den Ungarn, 1532 von den Türken und 1605 von den Haiducken zerstört. Am 25. Juli 1704 wurde das Dorf von den Kuruzen angezündet. Kaindorf hat sich erst im 20. Jahrhundert aus einer rein agrarischen Siedlung zu einem gewerblichen Zentrum des Safentales entwickelt.
Ab Ende des Zweiten Weltkrieges herrschte in Kaindorf aufgrund des wirtschaftlichen Aufschwungs eine rege Bautätigkeit, wodurch sich der Gebäudebestand in den letzten 50 Jahren mehr als verdoppelt hat.
Am 1. Juli 1998 wurde Kaindorf zur Marktgemeinde erhoben.
Die Gemeinde gehört zur LEADER-Region Oststeirisches Kernland und ist seit 2007 Teil der Ökoregion Kaindorf.
Am 20. November 2011 stimmten die Wahlberechtigten der Gemeinden Dienersdorf, Ebersdorf, Großhart, Hartl, Hofkirchen bei Hartberg, Kaindorf und Tiefenbach bei Kaindorf darüber ab, ob diese sieben Gemeinden anlässlich der Gemeindestrukturreform der Steiermark 2010–2015 zu einer Großgemeinde zusammengelegt werden sollen. Bei einer Wahlbeteiligung von insgesamt 65,66 % wurden 3351 gültige Stimmen gezählt. Von diesen sprachen sich lediglich 436 Wähler (13 %) für eine Zusammenlegung der Gemeinden aus, während 2915 Wähler (87 %) gegen eine Fusion stimmten. Damit wurde den Plänen der Steiermärkischen Landesregierung eine deutliche Absage erteilt.
Ein Konzept von 2012/13 sah die Fusion von Dienersdorf, Hofkirchen und Kaindorf zu einer Gemeinde von etwa 2.000 Einwohnern vor.

### Bevölkerungsentwicklung
| Kaindorf: Einwohnerzahlen von 1869 bis 2024         | Kaindorf: Einwohnerzahlen von 1869 bis 2024 | Kaindorf: Einwohnerzahlen von 1869 bis 2024 | Kaindorf: Einwohnerzahlen von 1869 bis 2024 | Kaindorf: Einwohnerzahlen von 1869 bis 2024 |
| --------------------------------------------------- | ------------------------------------------- | ------------------------------------------- | ------------------------------------------- | ------------------------------------------- |
| Jahr                                                |                                             |                                             |                                             | Einwohner                                   |
| 1869                                                | 1869                                        |                                             | 2.166                                       | 2.166                                       |
| 1880                                                | 1880                                        |                                             | 2.167                                       | 2.167                                       |
| 1890                                                | 1890                                        |                                             | 2.105                                       | 2.105                                       |
| 1900                                                | 1900                                        |                                             | 2.155                                       | 2.155                                       |
| 1910                                                | 1910                                        |                                             | 2.214                                       | 2.214                                       |
| 1923                                                | 1923                                        |                                             | 2.160                                       | 2.160                                       |
| 1934                                                | 1934                                        |                                             | 2.233                                       | 2.233                                       |
| 1939                                                | 1939                                        |                                             | 2.054                                       | 2.054                                       |
| 1951                                                | 1951                                        |                                             | 2.091                                       | 2.091                                       |
| 1961                                                | 1961                                        |                                             | 2.078                                       | 2.078                                       |
| 1971                                                | 1971                                        |                                             | 2.284                                       | 2.284                                       |
| 1981                                                | 1981                                        |                                             | 2.398                                       | 2.398                                       |
| 1991                                                | 1991                                        |                                             | 2.537                                       | 2.537                                       |
| 2001                                                | 2001                                        |                                             | 2.725                                       | 2.725                                       |
| 2011                                                | 2011                                        |                                             | 2.807                                       | 2.807                                       |
| 2021                                                | 2021                                        |                                             | 3.014                                       | 3.014                                       |
| 2024                                                | 2024                                        |                                             | 3.003                                       | 3.003                                       |
| Quelle(n): Statistik Austria, Gebietsstand 1.1.2021 |                                             |                                             |                                             |                                             |

## Kultur und Sehenswürdigkeiten

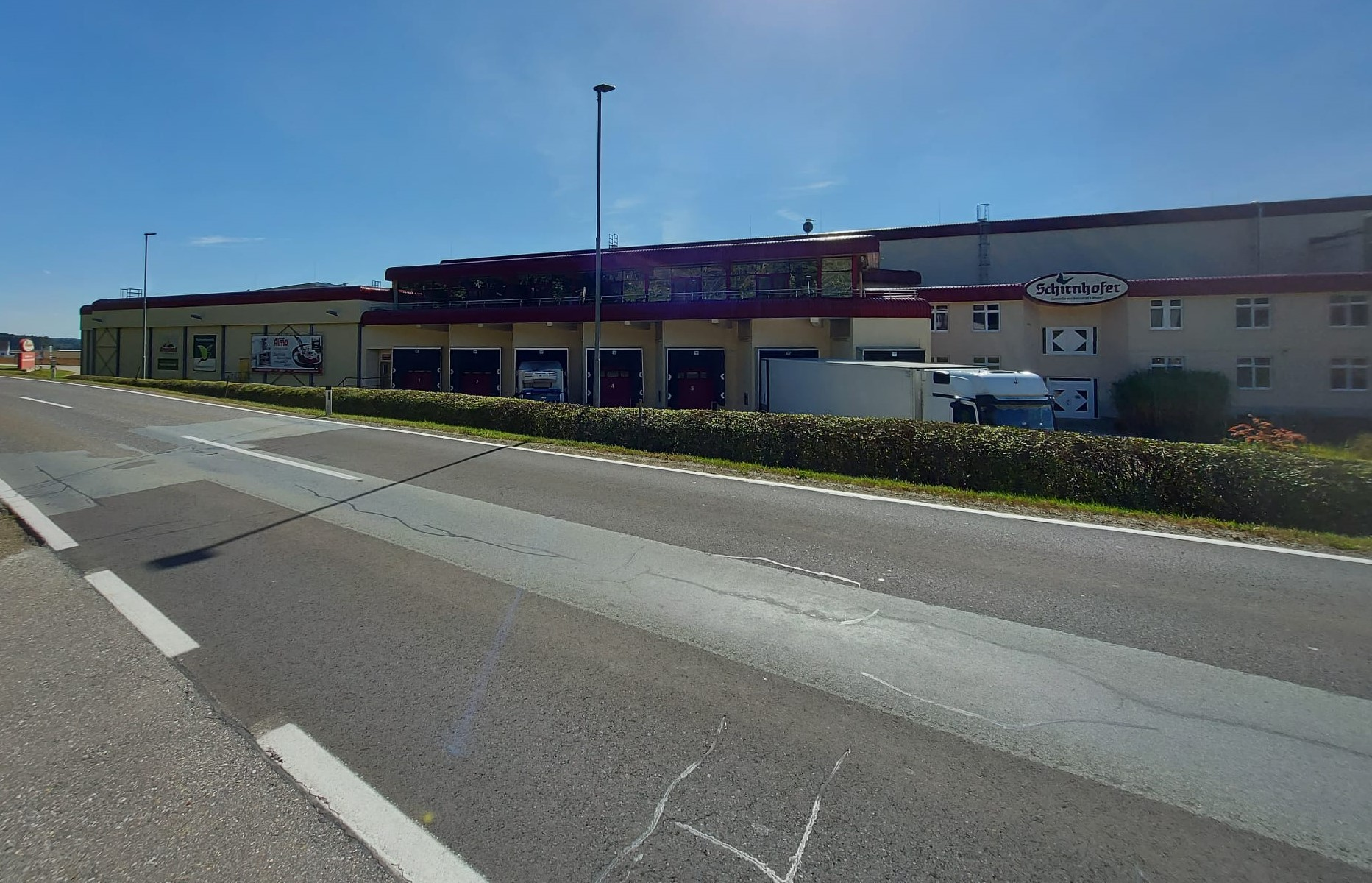
Fleisch- und Wursthersteller Schirnhofer.

Kaindorf
- Die Pfarrkirche Kaindorf wurde von 1716 bis 1722 unter Einbeziehung des Vorgängerbaus errichtet, nachdem die gotische Kirche 1704 durch die Kuruzen stark beschädigt worden war.

Hofkirchen
- Bei den vermutlich im 14. Jahrhundert entstandenen Frauenhöhlen von Kaindorf, die der Bevölkerung eine Zuflucht zu Kriegszeiten sein sollten, handelt es sich um einen Erdstall. Der Zugang von Kaindorf ist heute nicht mehr möglich. Das Gangsystem reicht bis Hofkirchen bei Hartberg, wo sich neben der Kirche der Eingang befindet.

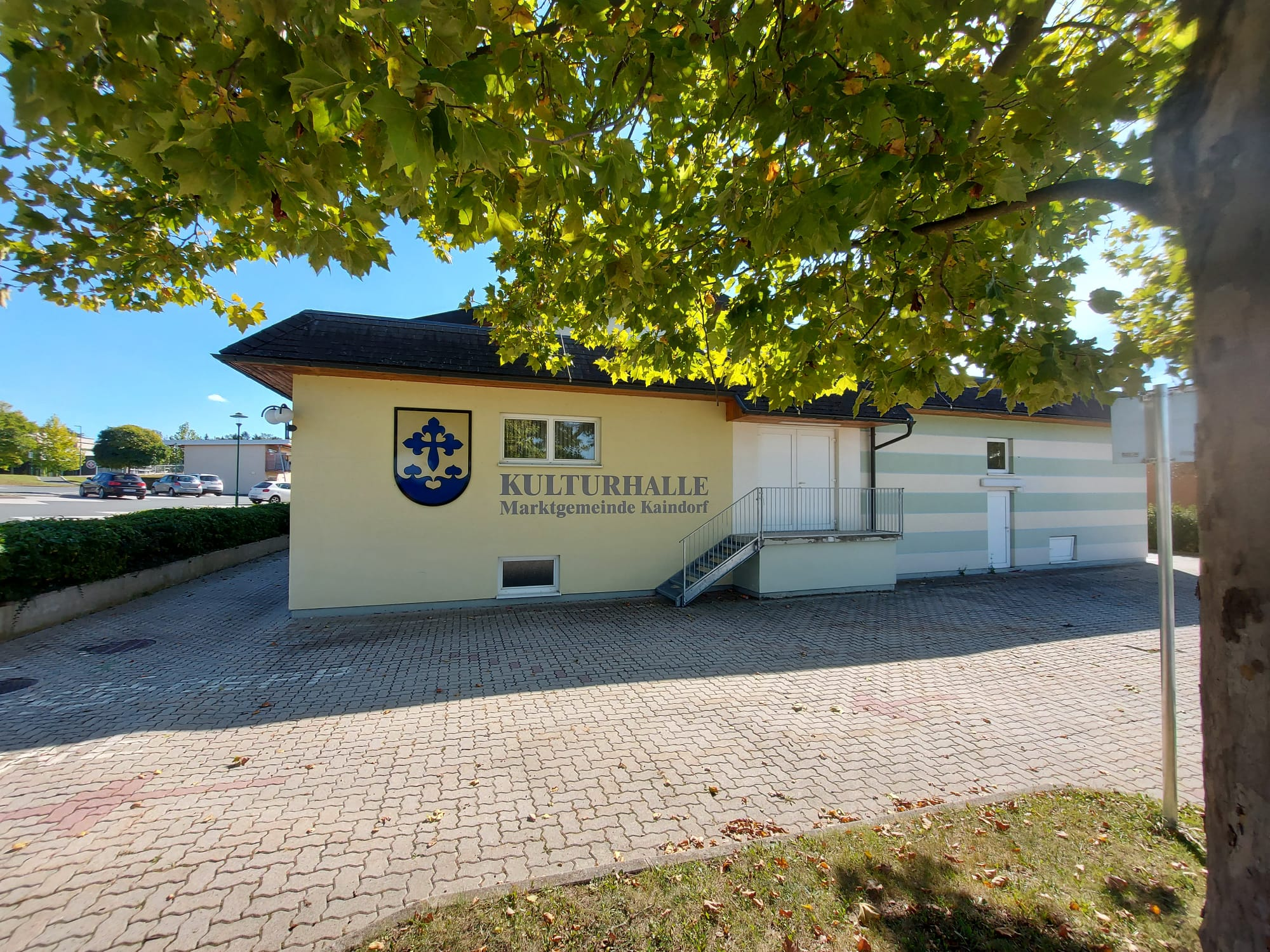
Kulturhalle Kaindorf
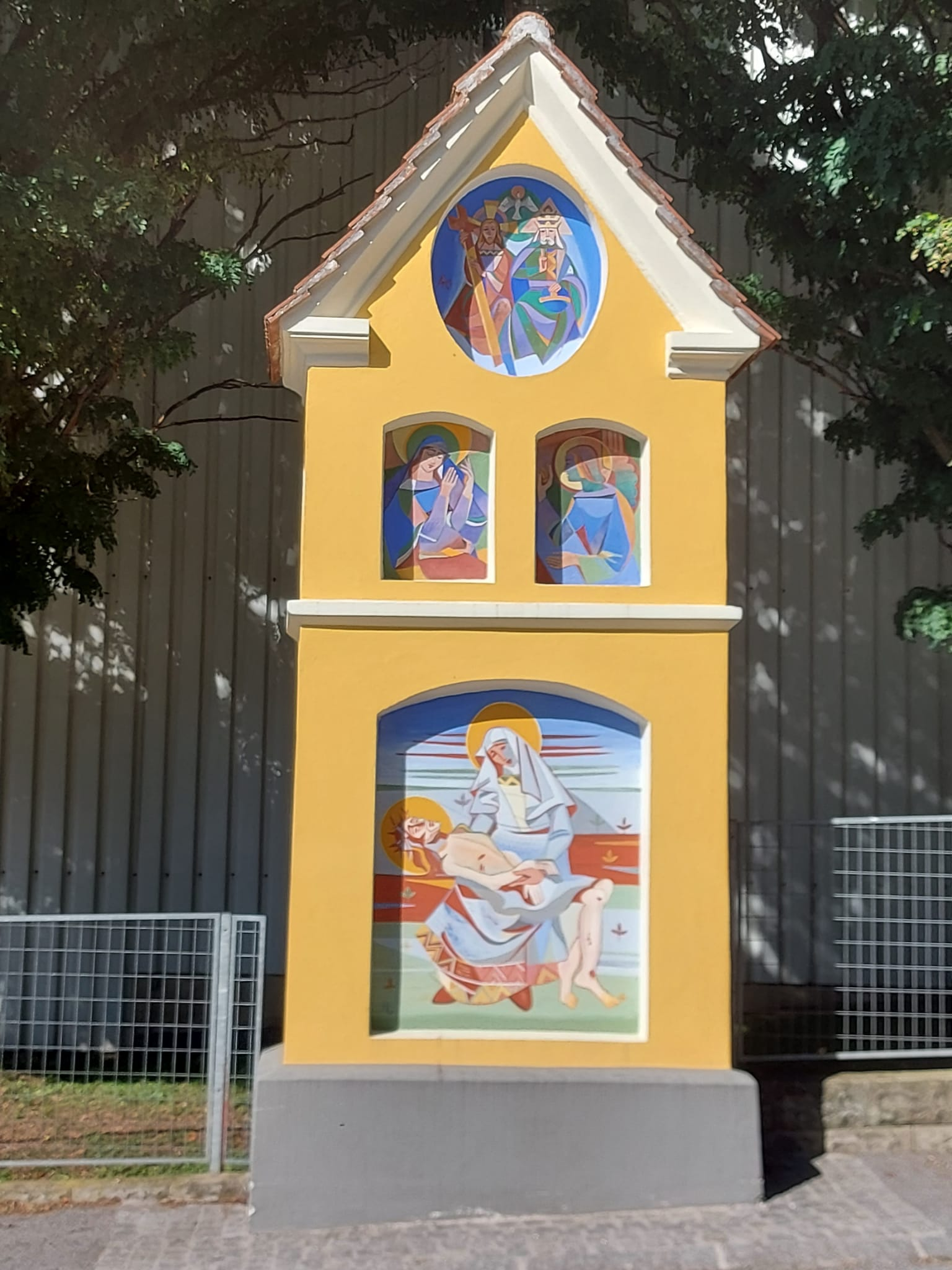
Marterl Richtung Reitstall
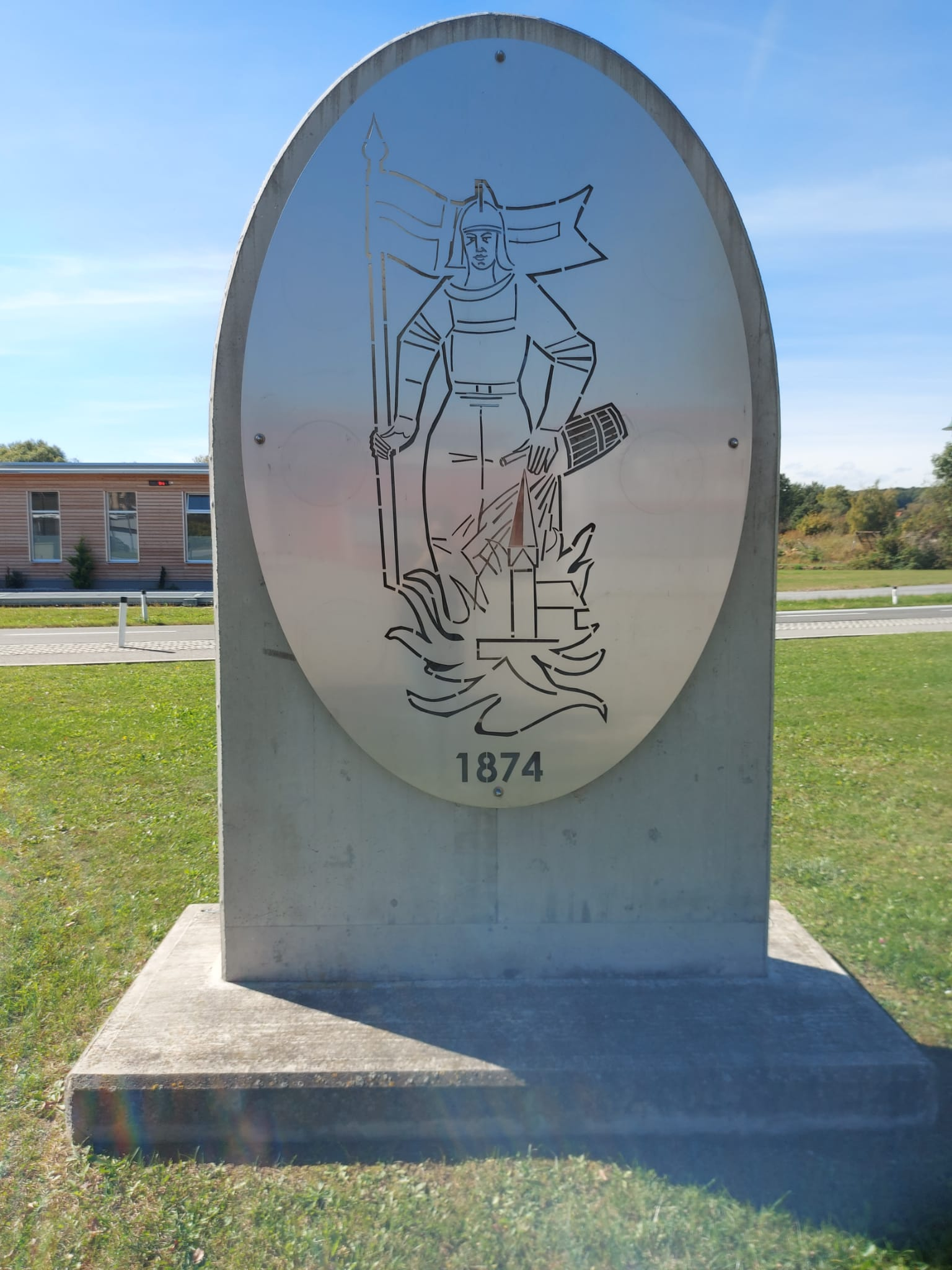
Feuerwehrstatue Kaindorf

## Wirtschaft und Infrastruktur
- In Kaindorf befindet sich der Firmensitz des Fleisch- und Wurstherstellers Schirnhofer.

### Verkehr
Kaindorf ist als ländliche Gemeinde gut an das Straßennetz angebunden. Durch den Ort verlaufen die Wechsel Straße B 54 von Wien über Hartberg und Gleisdorf nach Graz, sowie die Landesstraße von Pöllau über Sebersdorf, Bad Waltersdorf und Blumau nach Fürstenfeld. Nach acht Kilometern kreuzt die Straße die Süd Autobahn A 2 von Wien nach Graz bei der Anschlussstelle Sebersdorf / Bad Waltersdorf (126).
Kaindorf hat keinen Eisenbahnanschluss. Der nächstgelegene Bahnhof befindet sich in Sebersdorf und bietet Zugang zur Thermenbahn mit zweistündlichen Regionalzug-Verbindungen nach Wien und Fehring.

## Politik

### Gemeinderat
Der Gemeinderat besteht aus 15 Mitgliedern und setzt sich nach der Gemeinderatswahl 2020 aus Mandataren der folgenden Parteien zusammen:
- 9 Mandate Österreichische Volkspartei (ÖVP)
- 2 Mandate Sozialdemokratische Partei Österreichs (SPÖ)
- 4 Mandate Freiheitliche Partei Österreichs (FPÖ)

| Partei          | 2020    | 2020 | 2020    | 2015         | 2015         | 2015         | 2010     | 2010     | 2010     | 2010             | 2010             | 2010             | 2010       | 2010       | 2010       | 2005     | 2005     | 2005     | 2000     | 2000     | 2000     | 1995     | 1995     | 1995     | 1990             | 1990             | 1990             |
| Partei          |         |      |         | Großgemeinde | Großgemeinde | Großgemeinde | Kaindorf | Kaindorf | Kaindorf | Dienersdorf      | Dienersdorf      | Dienersdorf      | Hofkirchen | Hofkirchen | Hofkirchen | Kaindorf | Kaindorf | Kaindorf | Kaindorf | Kaindorf | Kaindorf | Kaindorf | Kaindorf | Kaindorf | Kaindorf         | Kaindorf         | Kaindorf         |
| Partei          | Stimmen | %    | Mandate | St.          | %            | M.           | St.      | %        | M.       | St.              | %                | M.               | St.        | %          | M.         | St.      | %        | M.       | St.      | %        | M.       | St.      | %        | M.       | St.              | %                | M.               |
| --------------- | ------- | ---- | ------- | ------------ | ------------ | ------------ | -------- | -------- | -------- | ---------------- | ---------------- | ---------------- | ---------- | ---------- | ---------- | -------- | -------- | -------- | -------- | -------- | -------- | -------- | -------- | -------- | ---------------- | ---------------- | ---------------- |
| ÖVP             | 1224    | 79   | 12      | 985          | 61           | 9            | 575      | 65       | 11       | 398              | 86               | 8                | 355        | 79         | 8          | 688      | 75       | 12       | 625      | 69       | 11       | 599      | 69       | 11       | 718              | 82               | 13               |
| SPÖ             | 123     | 8    | 1       | 215          | 13           | 2            | 146      | 16       | 02       | 066              | 14               | 1                | 066        | 15         | 1          | 138      | 15       | 02       | 181      | 20       | 03       | 187      | 22       | 03       | 161              | 18               | 02               |
| FPÖ             | 200     | 13   | 2       | 426          | 26           | 4            | 152      | 17       | 02       | nicht kandidiert | nicht kandidiert | nicht kandidiert | 030        | 07         | 0          | 089      | 10       | 01       | 106      | 12       | 01       | 082      | 9        | 01       | nicht kandidiert | nicht kandidiert | nicht kandidiert |
| Wahlberechtigte | 2486    | 2486 | 2486    | 2.355        | 2.355        | 2.355        | 1.188    | 1.188    | 1.188    | 566              | 566              | 566              | 516        | 516        | 516        | 1.141    | 1.141    | 1.141    | 1.068    | 1.068    | 1.068    |          |          |          |                  |                  |                  |
| Wahlbeteiligung | 63 %    | 63 % | 63 %    | 70 %         | 70 %         | 70 %         | 75 %     | 75 %     | 75 %     | 85 %             | 85 %             | 85 %             | 88 %       | 88 %       | 88 %       | 82 %     | 82 %     | 82 %     | 87 %     | 87 %     | 87 %     | 90 %     | 90 %     | 90 %     | 94 %             | 94 %             | 94 %             |

### Bürgermeister
- bis 2005 Walter Bruchmann (ÖVP)
- 2005–2016 Friedrich Loidl (ÖVP). Ab 1. Jänner 2015 leitete er die fusionierte Gemeinde als Regierungskommissär.[13]
- seit 2016 Thomas Teubl (ÖVP)[14]

### Wappen

Wappen der Vorgängergemeinden
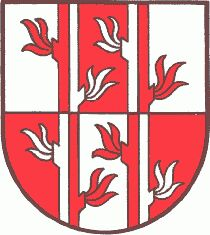
Dienersdorf
Hofkirchen bei Hartberg

Alle Vorgängergemeinden hatten je ein Gemeindewappen. Wegen der Gemeindezusammenlegung verloren diese mit 1. Jänner 2015 ihre offizielle Gültigkeit.
Die Verleihung des Gemeindewappens für Kaindorf erfolgte mit Wirkung vom 1. Mai 1987.
Die Blasonierung (Wappenbeschreibung) lautet:
„Über einem blauen Lindenblattschnitt im Schildfuß in Gold ein blaues Jakobuskreuz.“
Die Wiederverleihung desselben Wappens erfolgte mit Wirkung vom 1. September 2015.
Das Jakobuskreuz weist auf den Kirchenpatron (Hl. Jakob), die Lindenblätter auf die Grundherrschaft (Lindenblätter im Wappen der Herren Neuberg) hin. Die Farbe Blau nimmt Bezug auf die Lage der Gemeinde an der Saifen.

## Persönlichkeiten
Ehrenbürger
- 1977: Friedrich Niederl (1920–2012), Landeshauptmann
- 1985: Josef Krainer (1930–2016), Landeshauptmann

Personen mit Bezug zur Gemeinde
- Willibald Rodler (1931–2012), Bischofsvikar für das diözesane Bildungswesen der Diözese Graz-Seckau
- Karin Ammerer (* 1976), Kinderbuchautorin